# 2247 Хіросіма
2247 Хіросіма (2247 Hiroshima) — астероїд головного поясу, відкритий 24 вересня 1960 року.
Тіссеранів параметр щодо Юпітера — 3,481.